# Людвіхово (гміна Цекцин)
Людвіхово (пол. Ludwichowo) — село в Польщі, у гміні Цекцин Тухольського повіту Куявсько-Поморського воєводства.
Населення — 89 осіб (2011).
У 1975-1998 роках село належало до Бидгощського воєводства.

## Демографія
Демографічна структура станом на 31 березня 2011 року:
|          | Загалом | Допрацездатний вік | Працездатний вік | Постпрацездатний вік |
| -------- | ------- | ------------------ | ---------------- | -------------------- |
| Чоловіки | 49      | 4                  | 34               | 11                   |
| Жінки    | 40      | 5                  | 24               | 11                   |
| Разом    | 89      | 9                  | 58               | 22                   |